# وریچیکودی
وریچیکودی (به انگلیسی: Varichikudy) یک روستا در هند است که در پودوچری واقع شده‌است.